# Нагорода Жанки Стокич
Нагорода Жанки Стокич (серб. Награда Жанка Стокић) — нагорода, яка вручається щорічно з 2003 року кращій театральнії актрисі Сербії.

## Лауреати
- Світлана Бойкович (2003)
- Мілена Дравич (2004)
- Радміла Живкович (2005)
- Джюрджия Цветич (2006)
- Ружица Сокич (2007)
- Єлісавета Саблич (2008)
- Гордана Джюрджевич-Димич (2009)
- Дара Джокич (2010)
- Мір'яна Каранович (2011)
- Лільяна Благоєвич (2012)
- Лільяна Стєпанович (2013)
- Міра Баняц (2014)
- Аніта Манчич (2015)
- Ясна Джюричич (2016)
- Олга Оданович (2017)
- Наташа Нінкович (2018)